# Efekty niegrawitacyjne
Siły niegrawitacyjne – oddziaływania mające wpływ na ruch ciał (zwłaszcza małych) w przestrzeni kosmicznej nie powodowane polem grawitacyjnym od znajdujących się tam mas.
Do sił niegrawitacyjnych zalicza się siły spowodowane odrzutem gazu parującego z powierzchni ciała (komety), efektem Jarkowskiego i YORP (planetoidy), efektem Poyntinga-Robertsona (pył), ciśnieniem promieniowania i tarciem o zewnętrzne warstwy atmosfery (sztuczne satelity Ziemi), jak również wyciekami paliwa (sondy kosmiczne). Dokładne uwzględnienie wpływu sił niegrawitacyjnych jest wciąż zagadnieniem bardzo trudnym.
Wpływ parowania materii z jądra komety na jej ruch zaobserwowano po raz pierwszy w przypadku komety 2P/Encke w pierwszej połowie XIX wieku. Wcześniejsze (w stosunku do efemerydy) przejście komety przez peryhelium próbowano początkowo tłumaczyć oporem spowodowanym przez tarcie o ośrodek międzyplanetarny. W 1836 roku Bessel zasugerował, że dodatkowe przyspieszenie spowodowane jest asymetrycznym wypływem materii.